# Kristine Andersen
Kristine Andersen (født 2. april 1976 i Aalborg) er en tidligere dansk håndboldspiller, der har spillet 106 landskampe og vundet 2 OL-guldmedaljer og 2 EM-guldmedaljer med landsholdet samt DM-guld og sejr i EHF Cuppen samt Cupwinners Cup med Ikast-Bording.
Som playmaker var Kristine Andersen i mange år en central figur i Ikast-Bordings angrebsspil, og efter at have været marginalspiller på landsholdet i nogle år, blev hun efterhånden også en central og værdifuld spiller på landsholdet. Hendes styrker var det gode overblik, herunder blik for stregspilleren, et godt skud, såvel hopskud som underhåndsskud, samt en meget stor udnyttelsesgrad som straffekastskytte.

## Landsholdskarriere
Kristine Andersen debuterede på landsholdet 20. februar 1996, og hun kom med på afbud til Sommer-OL 1996 i Atlanta, hvor hun som den eneste af spillerne på holdet ikke fik spilletid overhovedet. Som en del af holdet fik hun dog også guldmedaljen. Ved EM i Danmark senere samme år fik hun spilletid og havde derfor lidt mere reel andel i de guldmedaljer, det også i den forbindelse blev til.
Efterhånden som den første gyldne årgang fra det danske kvindelandshold stoppede karrieren, blev det også til meget mere spilletid til "Kris", som hendes kælenavn er. Imidlertid blev hun ramt af skader i flere omgange, hvilket blandt andet betød, at hun ikke kom med til Sommer-OL 2000 i Sydney. Gennembruddet på landsholdet kom derfor først, da Jan Pytlick efter dette OL skulle opbygge et nyt hold, der første gang viste deres værd, da det blev til en 4. plads ved VM i 2001. Året efter strøg det "nye" hold helt til tops ved EM i 2002 på hjemmebane, hvor Kristine Andersen var en af holdets helt store profiler og holdets topscorer med 42 mål (sjettebedste målscorer), bl.a. via en lang række sikre mål på straffekast (21 mål på 23 forsøg). Hun blev derfor naturligt valgt ind på turneringens all-star-hold.
Landsholdskarrieren afsluttede hun med omsider at få en guldmedalje ved Sommer-OL 2004 i Athen – vel at mærke som hun havde reel andel i.

## Klubkarriere
Kristine Andersen startede med at spille håndbold i Sindal, hvorfra hun skiftede til Ikast. Her spillede hun det meste af sin karriere med undtagelse af nogle år i den tyske klub Bayer Leverkusen. Hun indstillede officielt karrieren 30. juni 2005 for at koncentrere sig om en erhvervskarriere som salgskoordinator, men spillede enkelte kampe i efteråret samme år, da Ikast-Bording havde skadesproblemer.
Hun genoptog elitehåndbolden, da hun 27. september 2006 skrev kontrakt med SK Aarhus.